# Riders Tour 2015
Die DKB-Riders Tour 2015 war die fünfzehnte Saison der Riders Tour, einer international ausgeschriebenen Turnierserie im Springreiten.
Im Jahr 2015 umfasste die Riders Tour sechs Wertungsprüfungen auf CSI 3*- und 4*-Turnieren in Deutschland. Organisiert wurde die Riders Tour von einer gleichnamigen GmbH, deren Geschäftsführer Paul Schockemöhle ist.
Titelsponsor der Serie war die Deutsche Kreditbank, zudem war Solem Luxembourg als Hauptsponsor aktiv.

## Ablauf der Turnierserie
Die Turniere der Riders Tour-Saison 2015 fanden zwischen dem 22. April und dem 8. November statt. Sie entsprach von ihrem Umfang der Saison des Vorjahres.
Bei den Wertungsprüfungen handelte es sich um die Großen Preise der Turniere. Beim Deutschen Spring- und Dressurderby war das Springderby die Riders Tour-Wertungsprüfung.
Die Wertungsprüfungen waren mit Ausnahme des Deutschen Spring-Derbys jeweils als Springprüfung mit zwei unterschiedlichen Umläufen ausgeschrieben. Die Strafpunkte wurden aus dem ersten Umlauf jedoch nicht übernommen, somit entsprach die Ausschreibung (bis auf die Startreihenfolge im zweiten Umlauf) weitgehend einer Springprüfung mit Siegerrunde. Für den zweiten Umlauf qualifizierte sich das beste Viertel der Starter des ersten Umlaufs. Soweit mehr als das beste Viertel im ersten Umlauf fehlerfrei waren, waren diese alle im zweiten Umlauf der Prüfung startberechtigt.
Den Saisonabschluss bildete unverändert das Finale in München. Hierbei handelte es sich um eine normale Wertungsprüfung. Um jedoch am Ende der Saison in die Gesamtwertung eingehen zu können, mussten die Reiter am Finale teilnehmen. Soweit dies nicht der Fall war, wurden sie in der abschließenden Gesamtwertung nicht berücksichtigt.
Die Punktevergabe erfolgte wie folgend:
| Platz  | 1  | 2  | 3  | 4  | 5  | 6  | 7 | 8 | 9 | 10 | 11 | 12 | 13 | 14 | 15 |
| Punkte | 20 | 17 | 15 | 13 | 11 | 10 | 9 | 8 | 7 | 6  | 5  | 4  | 3  | 2  | 1  |

## Medien
Alle Riders Tour-Turniere wurden über einen Internet-Livestream übertragen. Daneben übertrug des ZDF eine Stunde lang das Deutsche Spring-Derby sowie Dritte Programme von den Wertungsprüfungen in Wiesbaden, Münster und München.

## Die Prüfungen

### 1. Prüfung: Hagen a.T.W.
Der Große Preis des CSI 4*-Turnier „Horses & Dreams“ in Hagen am Teutoburger Wald bildete den Auftakt zur Riders Tour 2015. Das Turnier wurde vom 22. April bis zum 26. April 2015 ausgetragen und war damit eines der ersten Turniere in der „grünen Saison“ 2015 in Deutschland. Es fand eine Woche nach dem Weltcupfinale statt.
Im Großen Preis gingen 46 Teilnehmer an den Start, hiervon blieben 13 Starterpaare ohne Fehler. Fehlerfreie Ritte im zweiten Umlauf glückten fünf Reitern mit ihren Pferden. Der schnellste dieser fünf war David Will, der mit seinem Schimmelhengst Colorit fast eine Sekunde schneller im Ziel als die Zweitplatzierte Janne Friederike Meyer war.
|             | Reiter                 | Pferd         | 1. Umlauf | 1. Umlauf   | 2. Umlauf | 2. Umlauf | Wertungs- punkte |
| Strafpunkte | Reiter                 | Pferd         | Zeit (s)  | Strafpunkte | Zeit (s)  |           | Wertungs- punkte |
| ----------- | ---------------------- | ------------- | --------- | ----------- | --------- | --------- | ---------------- |
| 1           | David Will             | Colorit       | 0         | -           | 0         | 52,87     | 20               |
| 2           | Janne Friederike Meyer | Goja          | 0         | -           | 0         | 53,68     | 17               |
| 3           | Jamie Kermond          | Quite Cassini | 0         | -           | 0         | 54,22     | 15               |

(Plätze eins bis drei von insgesamt 46 Teilnehmern)

### 2. Prüfung: Hamburg

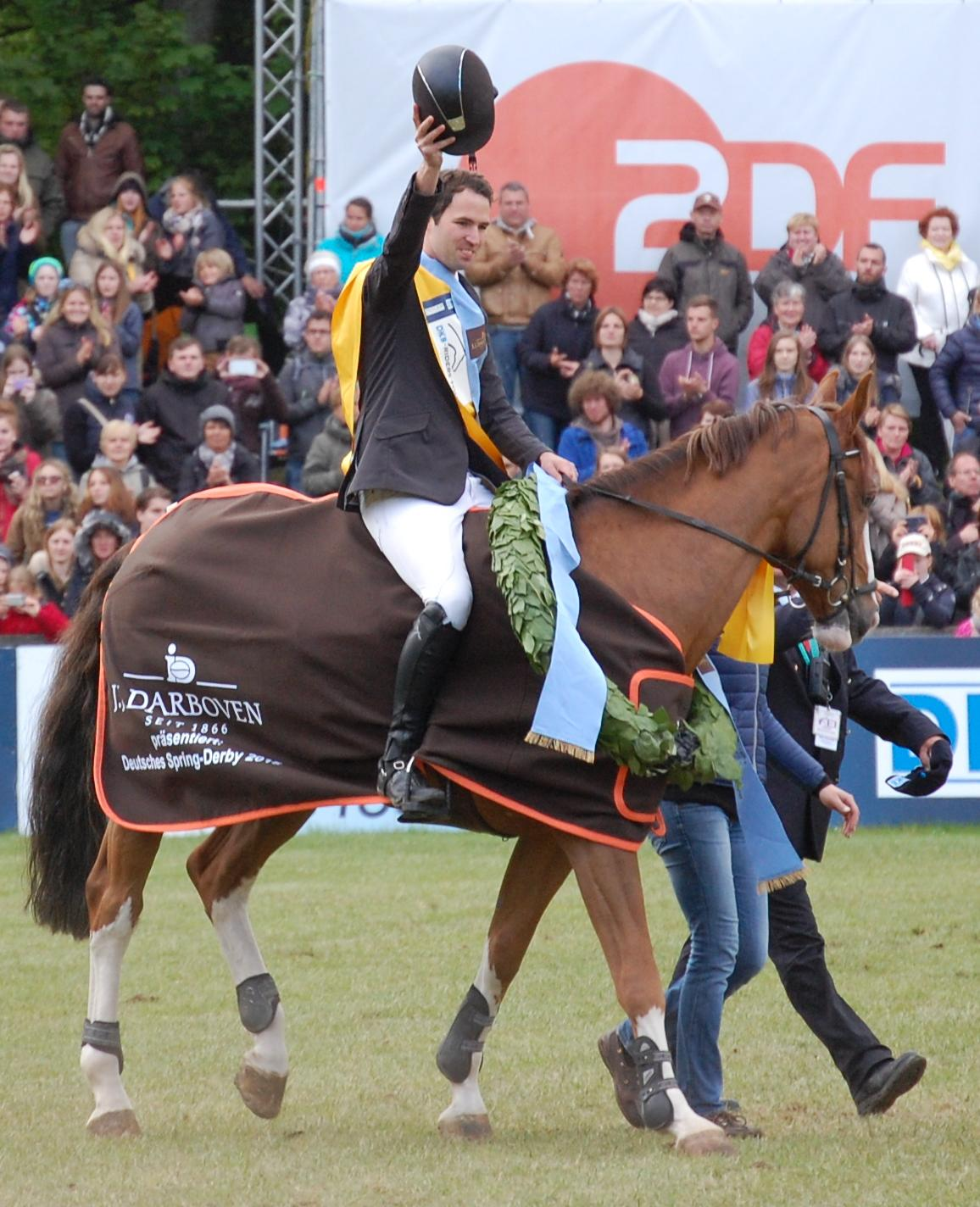
Sieger des Deutschen Spring-Derbys 2015: Christian Glienewinkel

Zweite Etappe der Riders Tour-Saison war erneut das Deutsche Springderby im Rahmen des Deutschen Spring- und Dressurderbys. Dieses in Hamburg ausgetragene Turnier wurde vom 14. bis 17. Mai 2015 durchgeführt.
Im Vorfeld des Spring-Derbys waren sowohl die irischen Wälle als auch der Abgang vom Großen Wall nach Rücksprache mit Reitern leicht abgewandelt worden, um diese pferdefreundlicher zu gestalten. Im Gegenzug wurden einzelne andere Hindernisse in ihrer Schwierigkeit etwas erhöht, um den Anspruch der Prüfung unverändert zu belassen. Dass dies gelang, zeigte sich während der Prüfung, als 15 von 31 Startern André Plath und Cosmic Blue das erste Vier-Fehler-Ergebnis gelang und sie sich damit in Führung setzten. Vier Ritte später gelang Christian Glienewinkel mit seinem Wallach Professional Aircare die erste fehlerfreie Runde der Prüfung.
Als 25. Starterpaar gingen Carsten-Otto Nagel und Lex Lugar in den Springderby-Parcours. Das Siegerpaar von 2010 hatte keine Fehler an Hindernissen, Lex Lugar trat jedoch auf dem Großen Wall mehrere Schritte Rückwärts, was zu einem Ergebnis von vier Strafpunkten führte. Noch unglücklicher verlief es auf dem Wall für das Siegerpaar 2012 und 2014: Für Calle Cool, das 18-jährige Pferd von Nisse Lüneburg, war das Derby als letzter Parcours seiner Laufbahn vorgesehen. Diese Abschiedsrunde endete jedoch auf dem Wall, Calle Cool ließ sich nicht davon überzeugen, den Wall auf dem regulären Weg zu verlassen. Vor heimischem Publikum überzeugte Janne Friederike Meyer, die mit der erst achtjährigen Stute Anna im Derbyparcours überzeugte und mit nur vier Strafpunkten in das Ziel kam (am Ende der vierte Platz). Als vorletzter Starter kam André Thieme mit Quonschbob mit einer schnellen Zeit und vier Strafpunkten auf den zweiten Rang.
Da es zu keinem weitere Ritt ohne Fehlerpunkte kam, war kein Stechen erforderlich, der Sieg ging an Christian Glienewinkel. Für Glienewinkel, der nicht hauptberuflich vom Reitsport, Ausbildung oder Pferdehandel lebt und mit Professional Aircare regelmäßig in Mächtigkeitsspringen erfolgreich ist, war dies der wohl größte Erfolg in seiner sportlichen Laufbahn.
|             | Reiter                 | Pferd                | 1. Umlauf | 1. Umlauf   | Stechen  | Stechen | Wertungs- punkte |
| Strafpunkte | Reiter                 | Pferd                | Zeit (s)  | Strafpunkte | Zeit (s) |         | Wertungs- punkte |
| ----------- | ---------------------- | -------------------- | --------- | ----------- | -------- | ------- | ---------------- |
| 1           | Christian Glienewinkel | Professional Aircare | 0         | 176,88      |          |         | 20               |
| 2           | André Thieme           | Quonschbob           | 4         | 162,60      |          |         | 17               |
| 3           | André Plath            | Cosmic Blue          | 4         | 163,24      |          |         | 15               |

(Plätze eins bis drei von insgesamt 31 Teilnehmern)

### 3. Prüfung: Wiesbaden
Traditionell am Pfingstwochenende findet in Wiesbaden das Internationale Pfingstturnier statt. Abschluss des vom 22. Mai bis 25. Mai 2015 durchgeführten Turniers stellte der Große Preis der Landeshauptstadt Wiesbaden am Montagnachmittag dar.
Da im Jahr 2015 kein Global Champions Tour-Turnier zeitgleich zu Wiesbaden stattfand und beim parallel durchgeführten Nationenpreisturnier in Rom keine deutsche Mannschaft am Start war, konnte das Pfingstturnier ein hochklassiges Starterfeld vorweisen. Im ersten Umlauf des Großen Preises blieben acht Starterpaare ohne Fehler, neben diesen zog Ludger Beerbaum mit Zinedine mit einem Zeitstrafpunkt und die drei Reiter mit den schnellsten Vier-Strafpunkt-Ergebnissen in den zweiten Umlauf ein.
Von der Regelung, dass die Strafpunkte nicht mit in den zweiten Umlauf mitgenommen werden, profitierten gleich die ersten beiden Teilnehmer des zweiten Umlaufs: Luciana Diniz blieb als erste Starterin mit Fit for Fun fehlerfrei; gleiches gelang Holger Wulschner, der mit Cavity nochmals mehr als eine halbe Sekunde schneller im Ziel war und sich in Führung setzte. Diese Spitzenposition konnte er für längere Zeit halten, die Führung nahm ihm schließlich Christian Ahlmann ab. Dieser war im Großen Preis mit Taloubet Z am Start, für Taloubet Z war dies die erste Spitzenpositionierung nach einer fast einjährigen Turnierpause. Den Sieg nahm ihnen noch Kamal Bahamdan ab, dessen Stute nochmals fast eine halbe Sekunde schneller den Springparcours fehlerfrei bestritt. Mit einem fünften Platz in dieser Prüfung mit Goja baute Janne Friederike Meyer weiter ihre Führung in der Riders Tour-Gesamtwertung aus.
|             | Reiter            | Pferd             | 1. Umlauf | 1. Umlauf   | 2. Umlauf | 2. Umlauf | Wertungs- punkte |
| Strafpunkte | Reiter            | Pferd             | Zeit (s)  | Strafpunkte | Zeit (s)  |           | Wertungs- punkte |
| ----------- | ----------------- | ----------------- | --------- | ----------- | --------- | --------- | ---------------- |
| 1           | Kamal Bahamdan    | Noblesse des Tess | 0         | -           | 0         | 45,45     | 20               |
| 2           | Christian Ahlmann | Taloubet Z        | 0         | -           | 0         | 45,93     | 17               |
| 3           | Holger Wulschner  | Cavity            | 4         | -           | 0         | 47,07     | 15               |

(Plätze eins bis drei von insgesamt 47 Teilnehmern)

### 4. Prüfung: Münster
Nach drei Monaten Unterbrechung wurde die Riders Tour-Saison im August mit dem Turnier der Sieger in Münster fortgesetzt. Turniertermin ist im Jahr 2015 der Zeitraum vom 27. August bis 30. August, eine Woche nach den Europameisterschaften in Aachen.
Am Sonntag, den 30. August 2015, ab etwa 15 Uhr wurde der Große Preis ausgetragen. Die Dotierung der Prüfung war im Vergleich zum Vorjahr nochmals deutlich von 100.000 Euro auf über 150.000 Euro erhöht worden. Im ersten Umlauf dieser Riders Tour-Wertungsprüfung erwies sich insbesondere die erlaubte Zeit als entscheidendes Kriterium. Etliche Reiter erreichten das Ziel nicht in der erlaubten Zeit, so dass neben den fehlerfreien Reitern auch Teilnehmer mit einem Zeitstrafpunkt in den zweiten Umlauf einzogen. In diesem zweiten Umlauf ging Katrin Eckermann mit Lugano als erste Teilnehmerin an den Start, mit einem Ritt ohne Fehler in 39,07 Sekunden setzte sie sich in Führung. An dieses Ergebnis kamen die nachfolgenden Starter nicht heran, hier stellte sich insbesondere die Wendung zum vorletzten Hindernis als Fehlerklippe dar, die die Reiter zu knapp angingen und so Fehler kassierten. Erst Wout-Jan van der Schans ritt mit Capetown diese Wendung großzügiger an, behielt sich damit aber sein zügiges Grundtempo bei und kam ohne Strafpunkte in 38,67 in das Ziel. Nochmals schneller und ohne Fehler war Christian Ahlmann, doch der Sieg ging an das letzte Starterpaar: Ludger Beerbaum und Hengst Chaman hatten bereits die Hauptprüfung des Samstags gewonnen und sicherten sich auch den Sieg im Großen Preis.
|             | Reiter                  | Pferd    | 1. Umlauf | 1. Umlauf   | 2. Umlauf | 2. Umlauf | Wertungs- punkte |
| Strafpunkte | Reiter                  | Pferd    | Zeit (s)  | Strafpunkte | Zeit (s)  |           | Wertungs- punkte |
| ----------- | ----------------------- | -------- | --------- | ----------- | --------- | --------- | ---------------- |
| 1           | Ludger Beerbaum         | Chaman   | 0         | -           | 0         | 37,58     | 20               |
| 2           | Christian Ahlmann       | Colorit  | 0         | -           | 0         | 38,06     | 17               |
| 3           | Wout-Jan van der Schans | Capetown | 0         | -           | 0         | 38,67     | 15               |

(Plätze eins bis drei von insgesamt 38 Teilnehmern)

### 5. Prüfung: Paderborn
Die fünfte Etappe der Riders Tour wurde im Rahmen der Paderborn Challenge in Paderborn durchgeführt. Ausgetragen wurde das CSI 3*-Turnier auf dem Paderborner Schützenplatz vom 10. September bis 13. September 2015.
Es gelang in Paderborn acht Pferd-Reiter-Paaren, im zweiten Umlauf ohne Fehler zu bleiben. Eine Zeit von unter 38 Sekunden erreichten fünf Reiter, hiervon gleich drei aus den Niederlanden. Doch der Sieg ging an den dominierenden Reiter des Turniers: Julien Épaillard, der bereits das Championat am Samstag und die höchstdotierte Prüfung des Sonntagvormittags gewonnen hatte, sicherte sich mit Quatrin de la Roque in einer Zeit von 35,58 Sekunden auch den Spitzenplatz im Großen Preis.
|             | Reiter            | Pferd               | 1. Umlauf | 1. Umlauf   | 2. Umlauf | 2. Umlauf | Wertungs- punkte |
| Strafpunkte | Reiter            | Pferd               | Zeit (s)  | Strafpunkte | Zeit (s)  |           | Wertungs- punkte |
| ----------- | ----------------- | ------------------- | --------- | ----------- | --------- | --------- | ---------------- |
| 1           | Julien Épaillard  | Quatrin de la Roque | 0         | -           | 0         | 35,58     | 20               |
| 2           | Leopold van Asten | Zidane              | 0         | -           | 0         | 37,09     | 17               |
| 3           | Eva Bitter        | Perigueux           | 0         | -           | 0         | 37,48     | 15               |

(Plätze eins bis drei von insgesamt 46 Teilnehmern)

### 6. Prüfung: München
Abschlussetappe der Riders Tour war der Große Preis der Munich Indoors. Dieses in der Münchener Olympiahalle stattfindende CSI 3*-Turnier fand 2015 vom 5. November bis zum 8. November statt. Der Große Preis war mit rund 80.000 Euro dotiert.
Im ersten Umlauf des Großen Preises blieben nur vier Teilnehmerpaare ohne Fehler, Carsten-Otto Nagel kam mit nur einem Zeitstrafpunkt in das Ziel. Aufgrund der Ausschreibung musste David Will, der mit Mic Mac du Tillard im ersten Umlauf der schnellste Reiter mit vier Strafpunkten gewesen war, als erster im zweiten Umlauf an den Start. Mit einem schnellen Ritt ohne Fehler konnte er die nachfolgenden Reiter unter Druck setzen. Keinem nachfolgenden Reiter gelang es noch, schneller ohne Fehler in das Ziel zu kommen. Will wiederholte damit seinen Sieg von 2012, damals wie auch im Jahr 2015 sicherte er sich damit auch den dritten Platz in der Riders Tour-Gesamtwertung.
Seine Chance auf dem Sieg der Gesamtwertung verpasste Christian Ahlmann, der mit Codex One im zweiten Umlauf vier Strafpunkte kassierte. Auf den zweiten Platz im Großen Preis kam Michael Jung, der mit Sportsmann - S kurz nach Abschluss der „grünen Saison“ der Vielseitigkeitsreiter hier einen seiner größten Erfolge als Springreiter feierte.
|             | Reiter             | Pferd               | 1. Umlauf | 1. Umlauf   | 2. Umlauf | 2. Umlauf | Wertungs- punkte |
| Strafpunkte | Reiter             | Pferd               | Zeit (s)  | Strafpunkte | Zeit (s)  |           | Wertungs- punkte |
| ----------- | ------------------ | ------------------- | --------- | ----------- | --------- | --------- | ---------------- |
| 1           | David Will         | Mic Mac du Tillard  | 4         | -           | 0         | 33,27     | 20               |
| 2           | Michael Jung       | Sportsmann - S      | 4         | -           | 0         | 38,32     | 17               |
| 3           | Carsten-Otto Nagel | Holiday by Solitour | 0         | -           | 0         | 39,32     | 15               |

(Plätze eins bis drei von insgesamt 49 Teilnehmern)

## Gesamtwertung
Janne Friederike Meyer nahm als einzige Reiterin an allen Wertungsprüfungen teil und gewann die Saison am Ende mit zehn Wertungspunkten Vorsprung. Hinter ihr kam Christian Ahlmann, der an vier der sechs Prüfungen teilnahm, auf den zweiten Platz. Er verpasste in der letzten Prüfung die Chance, sich noch den Gesamtsieg zu holen. Ludger Beerbaum, der vor der letzten Etappe noch punktgleich mit Ahlmann auf den dritten Rang lag, ging nicht in München an den Start (sondern war zeitgleich beim Weltcupturnier in Verona erfolgreich), so dass er aus der Gesamtwertung herausfiel.
Die drei bestplatzierten Reiter der Gesamtwertung erhielten in München jeweils einen Pkw der Marke BMW.
|   | Reiter                 | Hagen | Hamburg | Wiesbaden | Münster | Paderborn | München | Wertungs- punkte |
| - | ---------------------- | ----- | ------- | --------- | ------- | --------- | ------- | ---------------- |
| 1 | Janne Friederike Meyer | 17    | 13      | 11        | 0       | 10        | 2       | 53               |
| 2 | Christian Ahlmann      | —     | 0       | 17        | 17      | —         | 9       | 43               |
| 3 | David Will             | 20    | 0       | 0         | —       | —         | 20      | 40               |
| 4 | Julien Épaillard       | —     | —       | —         | —       | 20        | 10      | 30               |
| 5 | Carsten-Otto Nagel     | —     | 11      | —         | 0       | 3         | 15      | 29               |
| 6 | Bliss Heers            | —     | —       | 6         | 0       | —         | 13      | 19               |
| 6 | Holger Wulschner       | 4     | —       | 15        | 0       | 0         | 0       | 19               |